# 阿爾茨托夫斯基冰原島峰
65°6′S 60°0′W / 65.100°S 60.000°W
阿爾茨托夫斯基冰原島峰（英語：Arctowski Nunatak）是南極洲的冰原島峰，位於葛拉漢地的奧斯卡二世海岸，處於赫莎冰原島峰西北面3公里，屬於錫爾冰原島峰的一部分，由瑞典探險隊繪入地圖，以波蘭地質學家命名，現時由南極條約體系管理。